# Charles-Ange Boily
Pour les articles homonymes, voir Boily.
Charles-Ange Boily, né entre 1735 et 1739 à Paris et mort à Lyon le 12 février 1813, est un dessinateur, illustrateur, poète et graveur français.

## Biographie

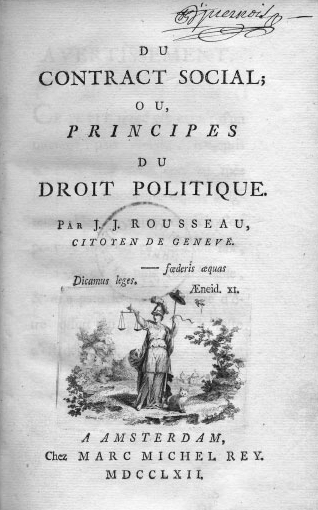
Gravure du frontispice de Du contrat social

### Enfance et formation 1735 - 1762
Charles-Ange Boily nait entre 1735 et 1739 à Paris, sous le règne de Louis XV. Elève de Louis-Simon Lempereur, membre depuis 1759 de l'Académie royale de peinture et de sculpture, Boily était spécialisé dans la réalisation d'illustrations d'ouvrages et de feuilles libres, dont des portraits, le tout gravé en taille-douce. Il fut également dessinateur et poète.

### Premiers travaux 1762
Il apparaît pour la première fois dans le « portefeuille » de Jean-Jacques Rousseau et grava pour ce dernier la vignette du frontispice et deux autres figures pour Du contrat social en 1762 d'après les dessins de Benjamin Samuel Bolomey.

### À Amsterdam et Fribourg 1763 - 1780
En 1763, il s'établit à Amsterdam et publia un recueil de poèmes, Le Triomphe de la Liberté. Il réalisa la même année un livret de dessin intitulé Dessein qui put faire partie de l'Encyclopédie ou dictionnaire universel raisonné des connaissances humaines de Fortunato Bartolomeo De Felice. En 1764, il grava le frontispice de la version rééditée des Contes et nouvelles en vers de Jean de La Fontaine. De 1771 à 1780, il fut actif à Fribourg (Suisse) où il possédait un atelier de gravure.

### À l'Académie de Lyon 1780 - 1793
En 1780, Boily s'installa définitivement à Lyon où il prit le titre de graveur de l'Académie de Lyon. Il exposa en 1786 trois estampes et deux dessins au Salon des Arts de la ville. Son activité s'orienta alors vers les portraits en taille-douce de personnages locaux comme ceux de Charles Borde, Antoine-François Prost de Royer, Guillaume-Thomas Raynal et Marie Joseph Chalier. Il grava également des perspectives de monuments et événements majeurs de la région telles que la vue sur feuillé du départ du ballon La Gustave, lancé à Brotteaux (Lyon) le 4 juin 1784, ou encore la gravure sur médaille de la démolition du Château de Pierre Scize le 26 octobre 1793.

### Vie privée
Charles-Ange Boily épousa Madeleine Chenevey. Ils eurent pour enfant Constantin-Frédéric Boil qui devint lui aussi graveur en taille-douce.
Charles-Ange Boily meurt le 12 février 1813, à son domicile au 4 rue Dubois, dans l'actuel 2e arrondissement de Lyon.

## Œuvres répertoriées
- Frontispice et deux figures dans  Du contrat social, de Jean-Jacques Rousseau, d'après les dessins de Benjamin Samuel Bolomey, 1762

- Dessein, deux doubles pages et dix simples dans (hypothétiquement) « l'Encyclopédie ou dictionnaire universel raisonné des connaissances humaines » de Fortunato Bartolomeo De Felice, 1763

- Collaboration à l'illustration de la réédition des Contes et nouvelles en vers de Jean de La Fontaine, d'après les  dessins de Pierre-Philippe Choffard et Eisen, 1764

- Collaboration à l'illustration de La Bibliothèque de Campagne, d'après le dessin de Benjamin Samuel Bolomey, 1765

- Portrait-Frontispice de Catherine II dans Instruction donnée par Catherine II. Impératrice et législatrice de toutes les Russies, 1769

- Deux portraits pour Lettres et Épîtres amoureuses d’Héloïse et d'Abelard du traducteur français Pierre Letourneur, 1777

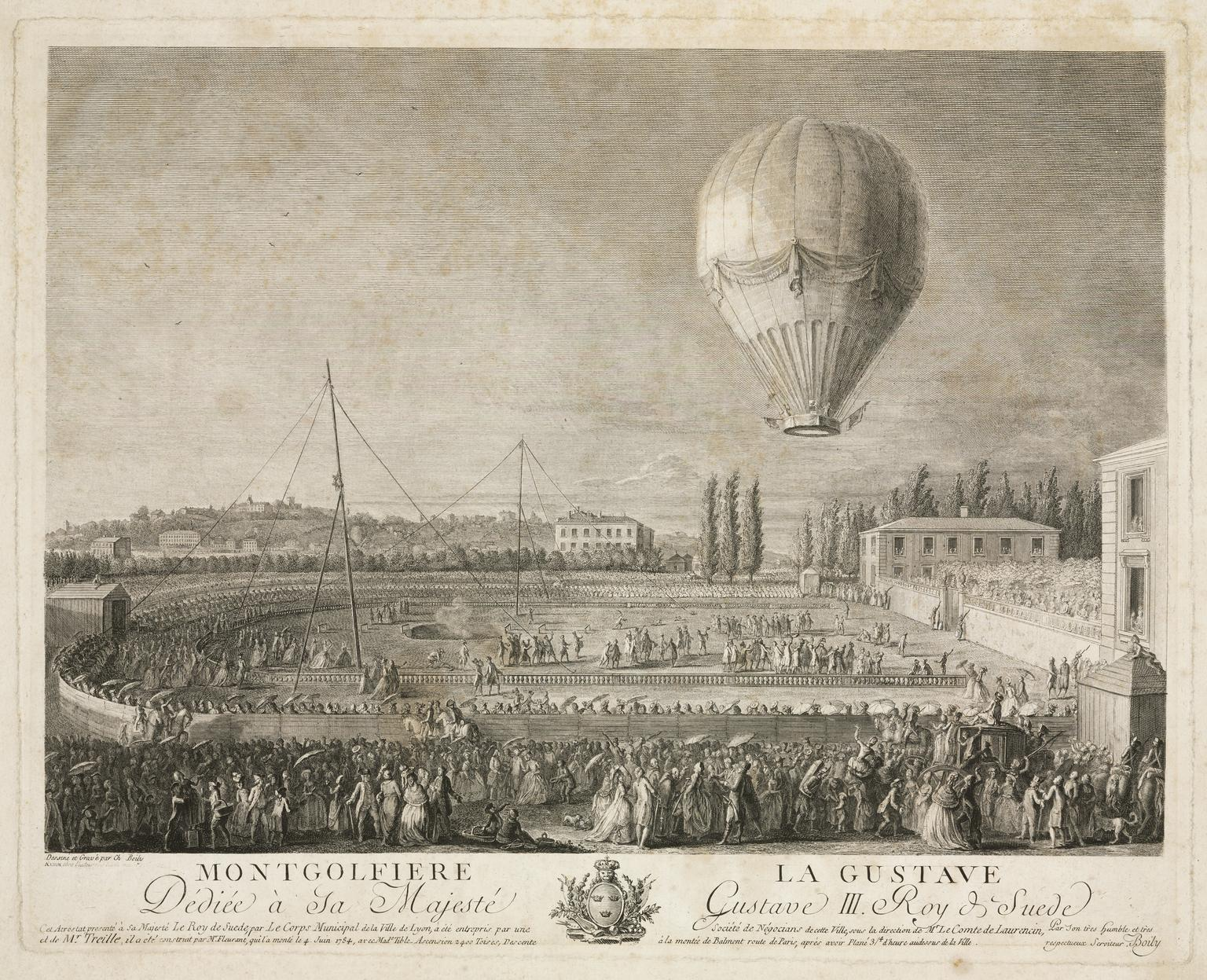
Montgolfière La Gustave, Charles Boily, Lyon, 4 juin 1784

- Élévation perspective du Chapitre noble de L'Argentière, d'après le dessin de Désarnord, manière noire teintée, 1777

- Projet d'une colonne rostrale, dédiée aux Citoyens vertueux et utiles, gravure à l'aquatinte en l'honneur de Necker et de sa femme, d'après le dessin de F. Lonsing, 1780

- Planches pour le Baron Zurlauben, "Tableaux de la Suisse", 1780-1788

- Frontispice de "l'Encyclopédie" rééditée de Diderot et D'Alembert, en collaboration avec  Charles-Nicolas Cochin, 1782

- Élévation perspective du Chapitre noble de Salles en Beaujolais, d'après le dessin de Desarnod, 1783

- Portrait-Frontispice de Charles Borde pour  Œuvres diverses  du poète et littérateur lyonnais éponyme, 1783

- Départ de la Montgolfière nommée « Le Flesselles », lancée a Lyon le 19 janvier 1784

- Départ du ballon La Gustave, lancé à Lyon le 4 juin 1784

- Élévation perspective du Chapitre noble de Salles-en-Beaujolais, d'après le dessin de Desarnod, 1784

- Portrait-Frontispice représentant Miguel de Cervantes, d'après le dessin de Flouest, imitation de  Galatée de Jean-Pierre Claris de Florian, 1784

- Collaboration à l'illustration dans "Chansons choisies, avec les airs notés" de  Hubert-Martin Cazin, 1785

- Portrait-Frontispice de Tolozan de Montfort, prévôt des marchands de Lyon dans  De la Milice et Garde bourgeoise de lyon ; Hommage qu'elle a rendu à M. Tolozan de Montfort  d'Antoine-François Delandine, 1786

- Plantation du Mai devant l’Hôtel Tolozan, ibid, 1786

- Portrait de Madame la Comtesse de Beauharnois, d'après le dessin de M. Tornton, 1786 ou 1793

- Portrait de saint Pierre pleurant ses péchés, d'après le dessin de Le Guide, 1786

- Portrait d'Antoine-François Prost de Royer, ancien échevin, lieutenant général de police à Lyon, 1787

- Portrait d'Antoine-Claude Rey, lieutenant général de police à Lyon, 1788

- Frontispice intitulé « Soyez Libres et Citoyens », d'après le dessin de Pierre Rouvier, pour La Cause des Esclaves nègres et des habitants de la Guinée de Benjamin-Sigismond Frossard, 1789

- Médaille frappée à l'occasion de la démolition du Château de Pierre Scize, le 26 octobre 1793

- Portrait de Guillaume-Thomas François Raynal, écrivain mort en 1796

- Élévation Perspective du Chapitre noble de l'Argentière, d'après le dessin de Desarnod, 1806

- Portrait de Marie Joseph Chalier, président du Tribunal de Commerce du district de Lyon, 1806 ou 1793

- Portrait de Jean-Claude Martin, écrivain grenoblois, 1805

- Portrait de Jean Brunel d'Arles,  grammairien, gravure au physionotrace, 1806

- Frontispice représentant le Chevalier Bayard pour la réédition de l'Histoire de Pierre Terrail dit le Chevalier Bayard sans peur et sans reproche de Guyard de Berville, 1808

- Portrait-Frontispice de Carl von Linné, dans Tableau du règne végétal de l'auteur éponyme, 1809

- Portrait de Charles Joseph Devillers, naturaliste, gravure au physionotrace

- Portrait de Claude-François Nonnotte, jésuite de Besançon, d'après le dessin de Bellay

- Assassinat d'Henri IV et supplice de Ravaillac, estampe d'après le dessin de Benjamin Samuel Bolomey

- Scène de théâtre, Estampe, d'après le dessin de Benjamin Samuel Bolomey

- L'Amour téméraire, d'après le dessin de Benjamin Samuel Bolomey

- Notre-Dame de Fourvière, estampe en manière noire

- Confrérie de Rosaire à  St-Pierre de Lyon : Spes nostra salve